# Kerman (priimek)
Kerman je priimek več oseb:
- Branko Kerman (* 1963), slovenski arheolog
- Stanislav Kerman (* 1950), slovenski hokejist na travi